# エンゲルベルト・ヨリッセン
エンゲルベルト・フランツ・ヨリッセン（Engelbert Jorissen、男性、1956年8月14日 - 2013年3月21日）は、ドイツ・ブリュッゲン(Brüggen)生まれの比較文学者、元京都大学教授。ドイツ語、日本語、英語、ラテン語、ギリシア語、フランス語、イタリア語、スペイン語、ポルトガル語を解する。

## 経歴
1975年にドイツのフィアゼン(Viersen)高校を卒業した後、ドイツ・ケルン大学に入学。専攻はラテン語、ギリシア語、ドイツ文学、ロマンス文学、教育学、日本学。1983年にロマンス文学、ポルトガル文学、日本文学において、ケルン大学博士号取得。博士論文のタイトルは"Das Japanbild im 'Traktat' (1585) des Luis Frois" (ルイス・フロイスの論文(1585)における日本像)。
1983年から1988年までケルン大学ロマンス文学部の研究協力員として勤務した後、1983年から1988年まで京都市立芸術大学で勤務、1988年から1993年までケルン大学助手、1993年から2013年まで京都大学で勤める。2013年3月21日、敗血症のため大阪府の病院で死去。

## 著書
- （松田毅一共著）『フロイスの日本覚書―日本とヨーロッパの風習の違い』（中公新書、1983年）
- 『カルレッティ氏の東洋見聞録―あるイタリア商人が見た秀吉時代の世界と日本』（PHP研究所、1987年）
- "Das Japanbild im 'Traktat'(1585) des Luis Frois" （Aschendorffsche Verlagsbuchhandlung, Muenster, 1988）

## 翻訳
イルミヤフ ヨベル著　『スピノザ 異端の系譜』(小岸 昭、細見 和之と共同翻訳)　(人文書院、1998年）